# Erik Jan Hanussen
Erik Jan Hanussen, nome d'arte di Herschmann Chaim Steinschneider (Vienna, 2 giugno 1889 – Berlino, 25 marzo 1933), è stato un illusionista austriaco.
Herschmann Chaim Steinschneider era conosciuto con una dozzina di nomi d'arte, ma quello che più d'ogni altro lo rese famoso fu “Erik Jan Hanussen”. Ebreo di origini morave, convertito al protestantesimo, coetaneo di Adolf Hitler (era nato solo quarantatré giorni dopo rispetto al Führer), nonché connazionale e suo astrologo preferito, nel decennio compreso tra il 1920 ed il 1930, nella Germania del periodo della Repubblica di Weimar divenne una celebrità seconda – per fama – solo a quella del suo contemporaneo Harry Houdini.
Predisse con esattezza la data in cui Hitler sarebbe salito al potere, ma di lì a poco venne arrestato dalla Gestapo, torturato ed ucciso (il suo cadavere orribilmente sfigurato), probabilmente a causa della gelosia che alcuni gerarchi nazisti nutrivano nei suoi confronti, in considerazione del rapporto privilegiato che lo legava al dittatore nazista.

## Biografia
Erik Jan Hanussen - al secolo Herschmann Chaim Steinschneider - nacque a Vienna il 2 giugno 1889 fuori dal vincolo matrimoniale; la madre fu fatta partorire in una cella del commissariato del quartiere di Ottakring al fine di evitare uno scandalo. Il suo certificato di nascita è conservato, invece, nell'archivio dell'anagrafe della città di Prossnitz. Sua madre, Julie Cohen, apparteneva a una nota famiglia ebraica molto ortodossa che non tollerava la di lei relazione con l'attore girovago e nullatenente Siegfried Steinschneider, anch'egli di religione ebraica.
Nel 1888, al momento della notizia della gravidanza, i due amanti fuggirono in Moravia, una regione dell'attuale Repubblica Ceca, allora facente parte dell'Impero austro-ungarico, al fine di evitare le prevedibili ritorsioni del padre di lei, noto commerciante di pellami. L'anno dopo, al momento della nascita del figlio, a causa delle ristrettezze economiche, essi dovettero far ritorno a Vienna, dove il padre venne incarcerato per diversi mesi. Una volta scarcerato, Siegfried penetrò nottetempo nella camera da letto dell'amata e rapì lei ed il figlio, per fuggire a Hermannstadt (attuale Sibiu, in Romania), dove la madre si ammalò di tubercolosi.
A causa delle peggiorate condizioni di salute della madre, la famiglia fece ritorno a Vienna nel 1892. Alla morte della consorte 1896, il padre si trasferì col figlio nella città di Boskowitz, dove i due rimasero fino all'ottobre del 1900 quando fecero ritorno a Vienna, in seguito alle nuove nozze del padre. Nel 1903 Hanussen fuggì di casa e si unì ad un circo. Da allora non ebbe più contatti col padre e iniziò una vita errabonda fatta di cabaret, avanspettacolo, spettacoli di illusionismo, di funambolia e persino d'intrattenimento sui battelli da crociera nel Mediterraneo, fino allo scoppio della prima guerra mondiale. Sposò la sua prima moglie, la suggeritrice teatrale viennese Herta Samter, il 19 maggio 1912, e dalla stessa divorziò il 19 luglio 1920.
Nel 1914 venne inviato sul fronte orientale a combattere come mitragliere contro i russi. Prese parte alla difesa di Przemyśl e alla battaglia di Gorlice-Tarnów nel maggio del 1915. Alla fine del 1915 partecipò anche alla conquista di Zamość. A partire dal 1916 furono numerose le sue assenze dal fronte in quanto impegnato negli spettacoli per ricreazione delle truppe. Terminò la guerra sul fronte bosniaco a Sarajevo nel 1918. Fu proprio durante la guerra che assunse l'identità di Erik Jan Hanussen, generalità tipicamente danesi.
Assunto presso uno dei migliori teatri viennesi, l'Apollo Theater, nel gennaio del 1919, divenne ricco e famoso, suscitando al contempo ammirazione in alcuni, invidie ed odio in altri (che non esitarono a definirlo cialtrone e ciarlatano). Nel febbraio di quell'anno contribuì a risolvere il giallo delle banconote rubate alla zecca austriaca, ma la brutta figura rimediata dal capo della polizia della capitale austriaca gli valse l'espulsione dalla città. Nel 1920 si rifugiò in Cecoslovacchia con la sua nuova moglie, sposata in quell'anno (3 agosto 1920), l'attrice Theresia Luksch (in arte Risa Lux), che era incinta e che gli darà una bambina, Erika Steinschneider, futura attrice dell'avanspettacolo italiano del secondo dopoguerra e interprete di alcuni sketch pubblicitari del fortunato programma della Rai Carosello.
La fama di illusionista iniziò a pervadere l'Europa, tanto che nel 1921 abbandonò moglie e figlia e si mise a visitare diversi paesi: Grecia, Ungheria, Turchia, Siria, Giordania, Arabia Saudita, Palestina, Egitto, Libano, Iraq, Iran, Libia e Algeria. Non sempre i suoi spettacoli risultarono graditi alle autorità locali: Rodi (allora l'isola greca era sotto protettorato italiano) gli negò l'approdo; a Creta rischiò il linciaggio; a Bona (oggigiorno Annaba) ed a Memel (oggigiorno Klaipėda in Lituania) fu espulso. Nel 1924, durante una trionfale tournée negli Stati Uniti, gli fu recapitato a New York il telegramma con il quale la moglie aveva richiesto il divorzio per potersi risposare a Merano. Nel 1925 venne ricoverato d'urgenza all'ospedale di Berlino a causa d'una grave setticemia.
Tra il 1920 ed il 1925 - prima di diventarne amico - fu l'antagonista di Siegmund Breitbart (1883-1925), un erculeo attore ebreo proveniente dalla regione dell'Impero austro-ungarico della Galizia. In questo periodo riuscì a lanciare nel mondo dello spettacolo tre ragazze di umili origini che godettero di un decennio di relativa fama, tali Martha Kohn, Rose Presl e Anna Schedel, che - curiosamente - adottarono tutte il medesimo nome d'arte Marta (o Martha) Farra, cosicché, contemporaneamente, si esibivano a Siviglia, a New York ed a Budapest tre artiste con il medesimo nome. Entrò anche in contatto con Siegfried Herz, un istrione molto conosciuto nella Berlino del primo dopoguerra. Nel 1926 organizzò una serie di spettacoli a Breslavia, a Chemnitz, a Lipsia, a Dresda.
Tra il 1927 ed il 1929 fu quasi ininterrottamente presente in Cecoslovacchia: a Praga (dove fece la conoscenza dello scrittore teatrale Karel Čapek), Brno, Bratislava, Marienbad, Teplitz-Schönau, Karlsbad Lobositz e Leitmeritz, dove fu implicato in un celebre processo per circonvenzione di incapaci, dal quale però uscì assolto (1928-1929). Il 1º gennaio 1928 sposò la sua terza e ultima moglie, la telegrafista berlinese Elfriede Charlotte Rühle (detta Fritzi), da cui si separò nel dicembre 1930, per divorziare effettivamente nel febbraio 1932. Ricchissimo, successivamente al divorzio, divenne famoso per le orge e la droga che veniva consumata durante le gite sul suo yacht privato.
Tra il 1931 ed il 1932 organizzò tournée a Danzica, nei Paesi Bassi, in Svizzera ed in Danimarca. La Norvegia, invece, gli proibì l'ingresso sul proprio suolo nazionale e la progettata tappa in Spagna non si tenne affatto. Nel 1932 divenne il proprietario del quotidiano Berliner Wochenschau, che uscì il 25 marzo di quell'anno riportando in prima pagina, a caratteri cubitali e scritti in inchiostro rosso, il titolo: "Hanussen predice la vittoria elettorale di Adolf Hitler!".

## La frequentazione coi nazisti e la morte
Hanussen raggiunse un grande successo nella Berlino del primo dopoguerra, esibendosi nei cabaret e suscitando l'interesse di personalità della cultura, da Sigmund Freud a Thomas Mann, dello spettacolo e soprattutto di Adolf Hitler, che iniziò a frequentarlo con regolare assiduità a partire dal 1932, sebbene alti gerarchi nazisti s'intrattenessero con lui già dal 1924, al momento del loro rilascio dalla prigione di Landsberg am Lech, a causa del tentato golpe passato alla storia come "il putsch della birreria". Difficile appare, invece, l'accoglienza della testimonianza di alcuni nazisti circa l'incontro tra il medium e Hitler nei primi anni venti del secolo scorso, sia per incongruenze temporali sia per inconciliabilità di luoghi. Pertanto, come riportato in alcuni documenti, non è credibile l'asserzione secondo cui nei primi mesi del 1920 il futuro dittatore nazista prese lezioni dall'astrologo e indovino Hanussen, secondo la testimonianza del suo collega di partito Otto Strasser, in quanto, all'epoca, Hanussen viveva a Vienna mentre è accertato che Hitler non si mosse da Monaco di Baviera.
È difficile per gli storici ricostruire i passaggi chiave del rapporto tra Hanussen ed i nazisti fra la primavera del 1932 e la primavera del 1933, in quanto, dopo l'omicidio dell'illusionista, gli alti gerarchi nazisti cancellarono tutte le prove della loro frequentazione con il veggente.
Tra le personalità di spicco del nazismo solite a frequentare il mago si ricordano Karl Ernst, comandante delle SA di Berlino, ed il suo vice, Edmund Heines. Hanussen era solito scrivere vaticini "su misura". Nel periodo compreso tra il 1930 e il 1932 il partito nazista letteralmente decuplica i consensi e Hanussen s'inserisce nella scia dei suoi sostenitori. Il fotografo personale di Hitler, Heinrich Hoffmann, ammaliato dalla formidabile capacità di sedurre e di spaventare il pubblico durante un'esibizione del mago, nel "Palazzo dell'Occultismo" nella Lietzenburgerstraße a Berlino, parlò di Hanussen a Hitler.
È certo che tra la fine di giugno e l'inizio di luglio del 1932, su richiesta di Hitler in persona, il conte Wolf-Heinrich von Helldorf, uno dei più noti gerarchi nazisti in Berlino, nonché amico di vecchia data di Hanussen e ospite assiduo dei suoi festini orgiastici, lo presentò ufficialmente al futuro dittatore. Non è noto, però, quanti incontri avvennero tra Hanussen ed Hitler, specialmente dopo il mese di dicembre 1932. Per certo si sa che tali incontri avvenivano nel cuore della notte e che - da allora - sia il ritmo della voce, che il gesticolare di Hitler si modellarono su quelli di Hanussen.
Il futuro dittatore si sentì dire da Hanussen che "Sono i cuori degli uomini che vanno conquistati, non le loro povere menti, con le parole e con la mimica del volto e del corpo intero. Non è il contenuto d'una frase a decidere il suo effetto sul pubblico, bensì il modo in cui essa viene pronunciata: è il tremare o il tuonare della voce dell'oratore a toccare le corde del cuore umano".
Nell'agosto 1932 Hanussen predisse a Hitler il successo all'elezione per la carica di cancelliere entro il gennaio dell'anno successivo, come realmente avvenne, "non appena i più prestigiosi nomi della finanza tedesca si saranno accordati sul vostro nome e nessuno potrà cambiare questa decisione". Nuovamente, dopo l'esito delle elezioni del 6 novembre che sfociarono in un risultato sfavorevole ai nazisti, ebbe a ripetere a Hitler: "Non vi angosciate! Vedo la vittoria arridervi, non la si può fermare! Il destino è scritto nelle stelle e nulla avrà il potere di mutarlo! È volere del Fato che voi diventiate il futuro supremo condottiero della Germania!"
Gli predisse anche la caduta del governo del generale Kurt von Schleicher, ad opera del suo acerrimo nemico Franz von Papen (Schleicher aveva cercato di manovrare Papen dopo averlo fatto eleggere cancelliere: "Io non ho affatto bisogno di una testa" - alludendo a quella di Papen - "Bensì di un cappello!"), il che avrebbe spianato la strada al potere dei nazionalsocialisti. In tale occasione Hanussen utilizzò la frase del famoso bollettino napoleonico del dicembre 1812 che sintetizzò la catastrofica campagna di Russia: "L'armata è a pezzi. Sua Maestà l'Imperatore gode d'ottima salute!". Infatti, all'inizio di gennaio 1933, il presidente della repubblica, Paul von Hindenburg, convocò il cancelliere Schleicher per dimissionarlo. La caduta di Schleicher lasciò il posto ad un governo di coalizione in cui Hitler era cancelliere e Papen vicecancelliere. Ma i dicasteri chiave erano nelle mani dei nazisti.
Grazie alle sue rinomate predizioni Hanussen divenne ricco e potente, ma anche molto scomodo. L'essersi poi schierato a favore dei nazisti pubblicamente si risolse per lui in un disastro, in quanto la stampa comunista, grazie ai documenti passati dall'ex segretario Ernest Juhn, licenziato da Hanussen in precedenza, pubblicò alcuni certificati (di nascita, scolastici, matrimoniali) in cui era inequivocabile la sua origine ebraica, il che gli fece perdere gli appoggi in seno al partito nazista cui s'era iscritto a febbraio del 1933.
Durante una seduta nel suo palazzo, la sera del 24 febbraio 1933, presenti anche molti gerarchi nazisti tra il pubblico, Hanussen, in trance, balbetta: "Una folla...vedo una gran folla accalcarsi per le strade e tutti acclamare le nostre valorose SS... vedo le fiaccole ardenti nella notte scura e il fuoco della liberazione del popolo tedesco.... poi vedo bruciare un palazzo prestigioso... ecco è in fiamme la cupola di cristallo del Reichstag!". Non è noto se Hanussen avesse saputo direttamente da Hitler dei progetti d'incendio del Reichstag, preso a pretesto per instaurare leggi liberticide e la dittatura. Fatto sta che, non conscio del pericolo cui sta andando incontro, Hanussen si ripeté due giorni dopo.
E quando, il giorno prima dell'incendio del Reichstag, il 26 febbraio 1933, nel contesto di una seduta spiritica, ebbe la visione di "un grande edificio consumato dal fuoco", il fatto quasi certamente destò le ire dei gerarchi nazisti, mai del tutto scagionati dalla presunta colpevolezza di piromania (sebbene abbia pagato con la vita un olandese seminfermo di mente ed aderente al partito comunista tedesco, Marinus van der Lubbe). Nel suo libro, Mel Gordon cita anche la proposta fatta da diversi storici tedeschi secondo i quali Hanussen fu l'organizzatore (o uno degli organizzatori) dell'incendio che permise ad Hitler di ottenere da Hindenburg la emanazione del decreto legge "Per la salvaguardia del Popolo Tedesco", decreto che gli permise di instaurare la dittatura.
Solo ora Hanussen comprende il fatale errore e si rende irreperibile, cambiando continuamente domicilio per fuggire alla Gestapo. Hanussen fu arrestato dalle SA la mattina del 24 marzo 1933 e portato nella sede della Gestapo di Berlino, sulla General Pape Straße, dove gli venne notificata l'espulsione dal partito. Venne interrogato per diverse ore e torturato. Gli vennero sequestrati tutti i suoi averi e tutte le cambiali riportanti le somme da lui prestate a diversi gerarchi nazisti.
Arrestato nuovamente l'indomani, 25 marzo 1933, venne duramente picchiato, caricato a forza in automobile e portato in un luogo isolato lungo l'autostrada che da Berlino conduceva a Breslavia, ed al termine tre uomini delle SA, Rudolf Steinle, Kurt Egger e Wilhelm von Ohst, ognuno dei quali impugnava una pistola, gli spararono a bruciapelo un colpo alla testa, uccidendolo. La sua morte avvenne ad un anno esatto di distanza dal suo vaticinio in favore della vittoria del Partito nazista.
Il suo corpo, in avanzato stato di decomposizione venne rinvenuto nel bosco di Staakowen alla periferia settentrionale di Berlino, tra Neuhof e Baruth, dal contadino Mathias Hummel il 7 aprile 1933, orrendamente mutilato. L'8 aprile anche il giornale del Partito Nazista diede la notizia del ritrovamento del corpo di uno sconosciuto crivellato di proiettili, salvo poi comunicarne l'identità ufficiale soltanto due giorni dopo, il 10 aprile. L'11 aprile venne sepolto con rito protestante (Hanussen s'era convertito al cristianesimo nel gennaio 1933) nel cimitero di Stahusdorf, alla presenza di sole sei persone, tra le quali l'ultima ex moglie. La sua tomba è tuttora visibile e ben conservata.

## Una personalità controversa
- Specialmente tra gli scrittori di lingua slava dell'Europa orientale, nel decennio tra il 1960 ed il 1970 si è parecchio scritto circa i poteri paranormali di Hanussen. Sebbene molti dei suoi spettacoli si basassero su trucchi più o meno sottili, alcuni episodi rimangono tuttora inquietanti.
- Sono attestati i casi risolti dall'intervento dell'illusionista in materia di furti e di omicidi, casi spesso difficoltosi per la polizia tedesca, austriaca e ceca.
- È altresì nota tutta la serie di profezie effettivamente avveratesi: quelle summenzionate riguardanti Hitler ed il Terzo Reich, e quella concernente la morte di Stalin (sbagliò solo di cinque mesi) nel 1953.
- Esistono testimonianze circa il fatto che avesse predetto la propria morte quando i nazisti non avevano ancora preso il potere. Al suo vecchio amico ebreo e collega Frederick Marion[5] preannunciò la propria dipartita con queste parole, alla vigilia del Natale del 1932: "Mi sono spinto oltre. Ora lo so! Ma niente di ciò che posso fare cambierà lo stato delle cose. Ho fatto progetti di partire per l'America l'anno prossimo, ma mai li realizzerò! Non esiste più via d'uscita per me!". Due mesi prima, a Merano (ottobre 1932), durante la settimana trascorsa con l'ex moglie Theresia e la figlia Erika, aveva chiesto di poter riunire la famiglia e di andar tutti quanti in America. Al rifiuto dell'ex moglie di riconciliarsi, Hanussen aveva predetto che il suo nuovo compagno l'avrebbe abbandonata nel giro di qualche mese (il che s'avverò puntualmente) e, nel congedarsi, disse alla figlia: "Vi confido che questa sarà l'ultima volta che ci vediamo. Per questo motivo vi regalo questa mia fotografia autografata. Mi resta poco da vivere oramai!".
- Alla famiglia Krupp, magnati dell'acciaio, che lo avevano contattato per conoscere ciò che sarebbe avvenuto nel 1942, profetizzò: "Vedo una catastrofe mondiale per il 1940: una guerra contro la Gran Bretagna, l'Unione Sovietica, gli Stati Uniti. Nel 1942 vedo tanti stivali muoversi ad ondate, dei nostri battaglioni".
- Una sua profezia fatta di fronte alla confindustria tedesca affermava che "L'opera svanisce tra fuoco e fiamme non appena il ciclo arriva a segnare il dodici". Il regime "millenario" nazista durò proprio dodici anni, dal 1933 al 1945.
- Il giorno prima di morire, con l'inchiostro simpatico scrisse una lettera all'ex segretario Juhn, che tanto gli fu di nocumento: "Desidero che si ricompongano i nostri dissidi... tu non credi nell'occulto, ma il nuovo padrone (Hitler) della Germania ci crede eccome! Leggi quanto profetizza il mio collega, il profeta Daniele nel capitolo 8. Calcola bene gli anni e saprai quando cadrà l'uomo malvagio che cerca di sottomettere il mondo con la forza bruta (sempre Hitler). Calcola gli anni da quando cento sinagoghe saranno distrutte in un'unica sera (la Notte dei cristalli del 1938) e saprai quando cesserà il suo barbaro sogno".
- Nel 1920, quando erano seduti in un bar a Vienna, aveva insistito con la moglie di spostarsi di tavolo. Poco dopo, in una sparatoria, morì l'occupante del posto ove essi erano stati precedentemente seduti. Ed al suo segretario aveva preannunciato che egli, con tutta la famiglia, sarebbe morto nel 1937 sotto un lampadario di cristallo, cosa che avvenne realmente.

## I probabili motivi alla base dell'eliminazione di Hanussen
Non è dato conoscere quale motivazione (o quale serie di motivazioni) abbiano condotto all'efferato omicidio dell'illusionista ebreo. Hitler continuava a tenerlo in grande considerazione nonostante l'appartenenza alla razza ebraica. Di più, il dittatore era un noto cultore dell'esoterismo, e fin dalla giovinezza era addentro ai circoli antisemiti a matrice esoterica, tanto che la rivista Ostara, di cui Hitler era assiduo lettore negli anni viennesi (ne richiedeva addirittura degli arretrati) coniugava i due aspetti. La pubblicazione, fondata nel 1905, prendeva il nome da un'antica dea pagana germanica della primavera ed era diretta da un seguace dell'occultista ed erudito viennese Guido von List, un frate che aveva lasciato la tonaca, Jörg Lanz von Liebenfels, personalità nota per il suo marcato antisemitismo.
Le seguenti sono le ipotesi ritenute maggiormente probabili da Mel Gordon e da alcuni scrittori di nazionalità ungherese, ceca e polacca che si cimentarono nel redigere la biografia di Hanussen:
- il mago era forse divenuto scomodo per Hitler in quanto era a conoscenza dei compromessi tramite i quali Hitler era stato eletto cancelliere;

- un'intervista rilasciata da Hanussen ad un noto quotidiano statunitense mise pesantemente in ombra la figura di Hitler, in quanto egli dichiarò: "Hitler? Sì, un ottimo direttore d'orchestra! Però, - rammentate bene - lo spartito.... ebbene quello l'ho scritto io!", in risposta ad una precedente intervista in cui Hitler aveva detto: "E perché mai dovrei marciare su Berlino - come Benito Mussolini nel 1922 - se io a Berlino ci sono già?";

- l'invidia e la gelosia manifestata da alcuni alti gerarchi nei confronti dell'illusionista per la simpatia a lui manifestata dal dittatore nazista. Hanussen era detestato da Rudolf Hess (temeva di perdere la sua influenza sul dittatore a favore del chiaroveggente), da Hermann Göring (gli predisse la caduta del Terzo Reich), da Ernst Röhm (omosessuale, era ospite dei festini orgiastici organizzati da Hanussen), da Joseph Goebbels (il quotidiano di Hanussen era in concorrenza con "Der Angriff" quello edito dal gerarca);

- sembra accertato che il chiaroveggente avesse previsto anche la caduta del Terzo Reich in una raccolta di profezie data poi alle stampe;

- non ultimo l'accenno all'incendio del Reichstag che fruttò ai nazisti l'indizione d'una elezione farsa pesantemente condizionata nel suo risultato (peraltro scontato) dalle violenze e dalle intimidazioni operate dalle SA. Hitler promise all'esausto popolo tedesco che quelle sarebbero state "Le ultime elezioni per i prossimi 1.000 anni!". Infatti esse spianarono la strada alla dittatura monopartitica ufficializzata tra il 14 luglio 1933 (abolizione di tutti i partiti tedeschi a eccezione della NSDAP) ed il 3 agosto 1934 (morte del presidente della repubblica, Paul von Hindenburg e successione di Hitler alla carica di capo di Stato con mantenimento anche della funzione di capo del governo). Nasceva ufficialmente il Terzo Reich e moriva la Repubblica di Weimar.

## Nella cultura di massa

### Cinema
- In The King's Man - Le origini, regia di Matthew Vaughn (2022), è interpretato da Daniel Brühl.
- In Invincibile, regia di Werner Herzog (2001), è interpretato da Tim Roth.